# Овруцька міська рада
О́вруцька міська́ ра́да — орган місцевого самоврядування Овруцької міської територіальної громади Житомирської області з розміщенням у місті Овруч.

## Склад ради

### VIII скликання
Рада складається 26 депутатів та голови.
25 жовтня 2020 року, на чергових місцевих виборах, було обрано 26 депутатів ради, з них (за суб'єктами висування): «Слуга народу» — 8, Радикальна партія Олега Ляшка, «Опозиційна платформа — За життя», «Наш край» та «Європейська Солідарність» — по 4, Всеукраїнське об'єднання «Батьківщина» — 2.
Головою громади обрали позапартійного висуванця «Слуги народу» Івана Коруда, чинного Овруцького міського голову.

### Перший склад ради громади (2017р.)
Рада складається з 34 депутатів та голови.
Перші вибори депутатів ради громади та Овруцького міського голови відбулись 29 жовтня 2017 року. Було обрано 34 депутати ради, серед яких по 7 представників мають місцеві організації партій Всеукраїнське об'єднання «Батьківщина» та Блок Петра Порошенка «Солідарність», 6 — «Українське об'єднання патріотів УКРОП», 4 депутати — Радикальна партія Олега Ляшка, по 3 — «Наш край» та Всеукраїнське об'єднання «Свобода», по 2 депутатських місця отримали Об'єднання «Самопоміч» та «Опозиційний блок».
Головою громади обрали позапартійного самовисуванця, чинного Овруцького міського голову, Івана Коруда.

### VII скликання
Рада складалась з 26 депутатів та голови.
За результатами місцевих виборів 2015 року депутатами ради стали:

#### За суб'єктами висування
| Суб'єкт висування                       | Кількість обраних депутатів | %    |
| --------------------------------------- | --------------------------- | ---- |
| "Блок Петра Порошенка «СОЛІДАРНІСТЬ»    | 4                           | 15,4 |
| Опозиційний блок                        | 3                           | 11,5 |
| Всеукраїнське об'єднання «Батьківщина»  | 6                           | 23,1 |
| Українське об'єднання патріотів «УКРОП» | 4                           | 15,3 |
| Радикальна партія Олега Ляшка           | 2                           | 7,7  |
| «Нова держава»                          | 2                           | 7,7  |
| партія Зелених України                  | 2                           | 7,7  |
| «Громадянська позиція»                  | 2                           | 7,7  |
| Всеукраїнське об'єднання «Свобода»      | 1                           | 3,8  |

#### За округами
| № округу                                                   | Прізвище, ім'я, по батькові                           | Дата визнання обраним                                 | Освіта                                                | Партійна приналежність                                | Відомості про обраного депутата                                                    |
| Політична партія "Блок Петра Порошенка «СОЛІДАРНІСТЬ»      | Політична партія "Блок Петра Порошенка «СОЛІДАРНІСТЬ» | Політична партія "Блок Петра Порошенка «СОЛІДАРНІСТЬ» | Політична партія "Блок Петра Порошенка «СОЛІДАРНІСТЬ» | Політична партія "Блок Петра Порошенка «СОЛІДАРНІСТЬ» | Політична партія "Блок Петра Порошенка «СОЛІДАРНІСТЬ»                              |
| ---------------------------------------------------------- | ----------------------------------------------------- | ----------------------------------------------------- | ----------------------------------------------------- | ----------------------------------------------------- | ---------------------------------------------------------------------------------- |
| 24                                                         | Васькевич Сергій Миколайович                          | 11.11.2015                                            | вища                                                  | БПП «Солідарність»                                    | приватний підприємець                                                              |
| 16                                                         | Почтар Сергій Богданович                              | 11.11.2015                                            | вища                                                  | БПП «Солідарність»                                    | приватний підприємець                                                              |
| 4                                                          | Степанчук Микола Анатолійович                         | 11.11.2015                                            | вища                                                  | БПП «Солідарність»                                    | приватний підприємець                                                              |
| 23                                                         | Чичирко Максим Володимирович                          | 11.11.2015                                            | незакінчена вища                                      | БПП «Солідарність»                                    | секретар Овруцької міської ради                                                    |
| Політична партія «Опозиційний блок»                        |                                                       |                                                       |                                                       |                                                       |                                                                                    |
| 6                                                          | Дрозд Євген Іванович                                  | 11.11.2015                                            | вища                                                  | безпартійний                                          | тимчасово не працює                                                                |
| 21                                                         | Левківський Станіслав Олександрович                   | 11.11.2015                                            | вища                                                  | безпартійний                                          | головний лікар КУ ЦПМСД                                                            |
| 1                                                          | Рибинський Володимир Володимирович                    | 11.11.2015                                            | вища                                                  | безпартійний                                          | пенсіонер                                                                          |
| Політична партія Всеукраїнське об'єднання «Батьківщина»    |                                                       |                                                       |                                                       |                                                       |                                                                                    |
| 18                                                         | Цурка Ірина Петрівна                                  | 11.11.2015                                            | вища                                                  | ВО «Батьківщина»                                      | головний бухгалтер ФОП Мейнарович ВВ                                               |
| 26                                                         | Першин Микола Михайлович                              | 11.11.2015                                            | вища                                                  | ВО «Батьківщина»                                      | директор ПП «Першинбудінвест»                                                      |
| 7                                                          | Середюк Віктор Миколайович                            | 11.11.2015                                            | вища                                                  | ВО «Батьківщина»                                      | пенсіонер                                                                          |
| 17                                                         | Ракитянський Сергій Анатолійович                      | 11.11.2015                                            | вища                                                  | ВО «Батьківщина»                                      | пенсіонер                                                                          |
| 19                                                         | Редчиць Тамара Іванівна                               | 11.11.2015                                            | вища                                                  | ВО «Батьківщина»                                      | приватний підприємець                                                              |
| 25                                                         | Чавалюк Георгій Анатолійович                          | 11.11.2015                                            | вища                                                  | ВО «Батьківщина»                                      | начальник ТАС № 9 «Ігнатпіль» ЦДП «Укрінтеравтосервіс»                             |
| Політична партія «Українське об'єднання патріотів — УКРОП» |                                                       |                                                       |                                                       |                                                       |                                                                                    |
| 12                                                         | Гавриловський Петро Ілліч                             | 11.11.2015                                            | вища                                                  | УОП-УКРОП                                             | пенсіонер                                                                          |
| 5                                                          | Мошковський Михайло Іванович                          | 11.11.2015                                            | незакінчена вища                                      | безпартійний                                          | приватний підприємець                                                              |
| 11                                                         | Лобик Сергій Анатолійович                             | 11.11.2015                                            | вища                                                  | безпартійний                                          | вчитель Невгодівської ЗОШ                                                          |
| 2                                                          | Каплюк Валерій Іванович                               | 11.11.2015                                            | вища                                                  | безпартійний                                          | головний державний санітарний лікар Овруцького району                              |
| Радикальна партія Олега Ляшка                              |                                                       |                                                       |                                                       |                                                       |                                                                                    |
| 13                                                         | Левківський Петро Іванович                            | 11.11.2015                                            | вища                                                  | безпартійний                                          | лікар ветеринарної медицини Овруцький ПДВСКН                                       |
| 20                                                         | Туровець Марія Олександрівна                          | 11.11.2015                                            | середня-спеціальна                                    | безпартійна                                           | фармацевт ПП Матицин В. М.                                                         |
| Політична партія «Нова держава»                            |                                                       |                                                       |                                                       |                                                       |                                                                                    |
| 8                                                          | Ващенко Михайло Семенович                             | 11.11.2015                                            | вища                                                  | безпартійний                                          | начальник овруцького управління газового господарства                              |
| 14                                                         | Приймак Георгій Леонідович                            | 11.11.2015                                            | вища                                                  | безпартійний                                          | пенсіонер                                                                          |
| Політична партія Зелених України                           |                                                       |                                                       |                                                       |                                                       |                                                                                    |
| 10                                                         | Жук Сергій Петрович                                   | 11.11.2015                                            | вища                                                  | ПП Зелених України                                    | завідувач відділом регулювання земельних відносин виконкому Овруцької міської ради |
| 15                                                         | Левківський Микола Анатолійович                       | 11.11.2015                                            | вища                                                  | ПП Зелених України                                    | приватний підприємець                                                              |
| Політична партія «Громадянська позиція»                    |                                                       |                                                       |                                                       |                                                       |                                                                                    |
| 9                                                          | Доброноженко Володимир Володимирович                  | 11.11.2015                                            | вища                                                  | ПП «Громадянська позиція»                             | пенсіонер                                                                          |
| 22                                                         | Зьолко Руслан Петрович                                | 11.11.2015                                            | вища                                                  | безпартійний                                          | завідувач сектору по роботі з інвалідами та ветеранами УПСЗН Овруцької РДА         |
| Політична партія Всеукраїнське об'єднання «Свобода»        |                                                       |                                                       |                                                       |                                                       |                                                                                    |
| 3                                                          | Левченко Володимир Петрович                           | 11.11.2015                                            | незакінчена вища                                      | ВО «Свобода»                                          | старший офіцер мобілізаційного відділення Олевського райвійськкомісаріату          |
| align="center"                                             | style="white-space: nowrap"                           | align="center"                                        |                                                       |                                                       |                                                                                    |

### Керівний склад попередніх скликань
| Прізвище, ім'я, по батькові | Основні відомості                                                                    | Суб'єкт висування | Дата обрання | Дата звільнення |
| --------------------------- | ------------------------------------------------------------------------------------ | ----------------- | ------------ | --------------- |
| Шваб Валерій Володимирович  | Міський голова, 1950 року народження, освіта вища, член Комуністичної партії України |                   | 26.03.2006   | 31.10.2010      |
| Шваб Валерій Володимирович  | Міський голова, 1950 року народження, освіта вища, член Комуністичної партії України | КПУ               | 31.10.2010   | 25.10.2015      |
| Коруд Іван Ярославович      | Міський голова, 1964 року народження, освіта вища, безпартійний                      |                   | 25.10.2015   | 29.10.2017      |
| Коруд Іван Ярославович      | Міський голова, 1964 року народження, освіта вища, безпартійний                      | Самовисування     | 29.10.2017   | 25.10.2020      |
| Коруд Іван Ярославович      | Міський голова, 1964 року народження, освіта вища, безпартійний                      | «Слуга народу»    | 25.10.2020   |                 |

Примітка: таблиця складена за даними сайту Верховної Ради України

## Історія
До 9 листопада 2017 року — адміністративно-територіальна одиниця та орган місцевого самоврядування в Овруцькому районі Житомирської області з площею території 8,88 км², населення — 16 515 осіб (станом на 1 січня 2014 року). Раді підпорядковувалось м. Овруч.

### Населення
Відповідно до результатів перепису населення СРСР, кількість населення ради, станом на 12 січня 1989 року, становила 18 708 осіб.
Станом на 5 грудня 2001 року, відповідно до перепису населення України, кількість мешканців міської ради становила 16 896 осіб.